# Xymena Zaniewska

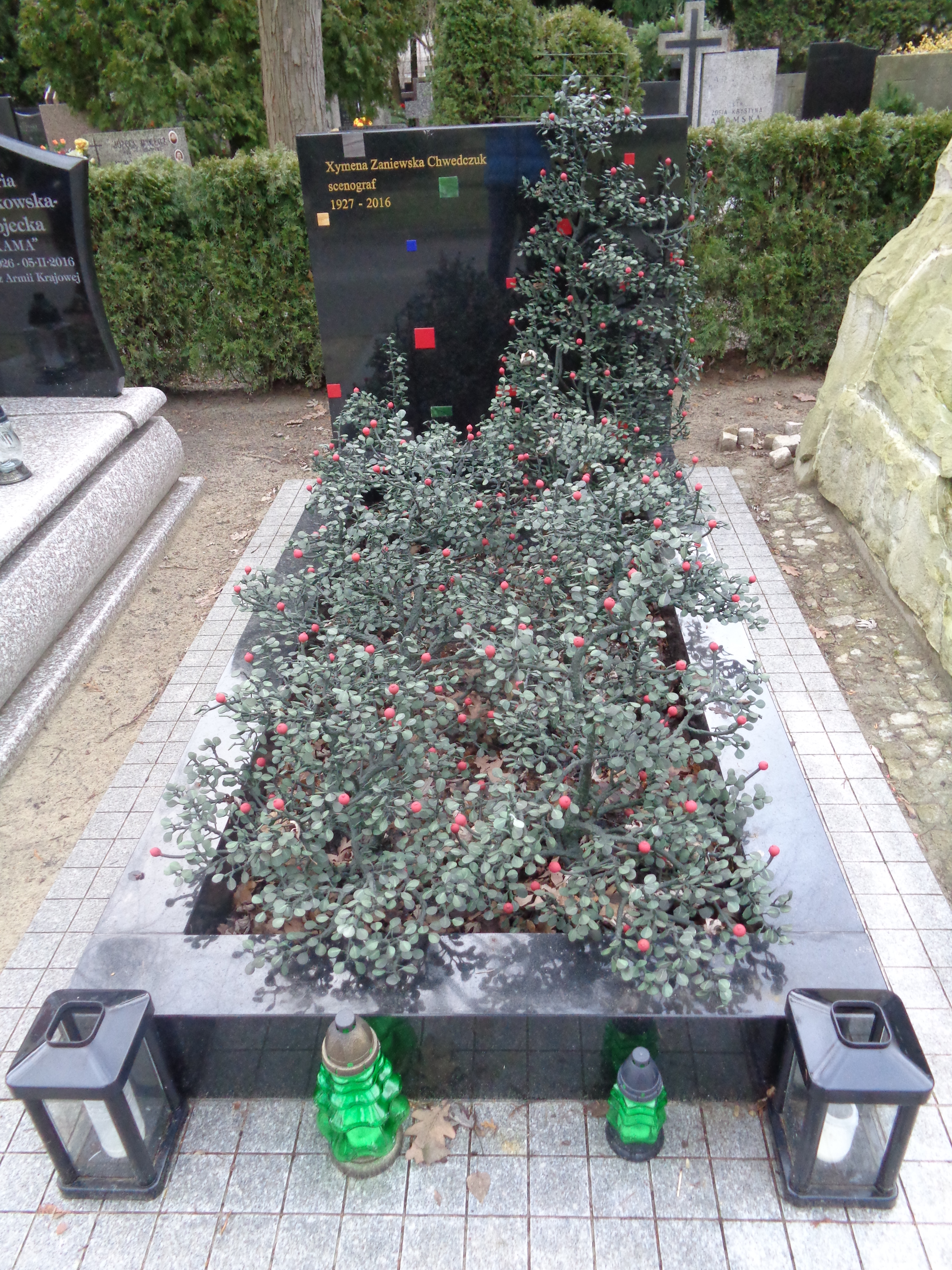
Grób Zaniewskiej na Cmentarzu Wojskowym na Powązkach (2018)

Xymena Krystyna Zaniewska-Chwedczuk (ur. 4 czerwca 1927 w Poznaniu, zm. 12 lutego 2016 w Warszawie) – polska projektantka mody, autorka scenografii i architekt, uznawana za twórczynię polskiej szkoły scenografii.

## Życiorys
Pochodziła z mieszanej rodziny wileńsko-wielkopolskiej wywodzącej się z niezamożnej szlachty. Ojciec pochodził z Kresów północno-wschodnich, matka z pogranicza Wielkopolski i Kujaw. Wychowała się pod Poznaniem. Od najmłodszych lat wykazywała talent artystyczny.
W czasie II wojny światowej trafiła wraz z wysiedloną rodziną do Częstochowy, gdzie spędziła całą niemiecką okupację. Zaangażowała się w działalność podziemną jako sanitariuszka Armii Krajowej. W tym okresie uczyła się także rysunku u zesłanego do Częstochowy prof. Zygmunta Kamińskiego. On też zachęcił ją do studiowania architektury. Po zdaniu w Częstochowie matury wyjechała na studia na Wydziale Architektury Politechniki Warszawskiej, które ukończyła w 1952.
Jeszcze w czasie studiów rozpoczęła pracę w Instytucie Wzornictwa Przemysłowego (1948−1952), a następnie „Miastoprojekcie”, w którym budowała MDM. Potem kierowała komisją przyznającą lokale mieszkaniowe. Razem z grupą architektów z biura projektów założyła też spółdzielnię mieszkaniową i rozpoczęła budowę domów dla członków spółdzielni w różnych miejscach Warszawy. Po otwarciu Marszałkowskiej Dzielnicy Mieszkaniowej została kierownikiem Pracowni Urbanistycznej MDM, odrzuciła jednak propozycję awansu na stanowisko naczelnego urbanisty Centralnego Zarządu Ośrodków Robotniczych i zdecydowała się na studia na Wydziale Architektury Wnętrz Akademii Sztuk Pięknych w Warszawie, które ukończyła w 1956.
Na życie zaczęła pracować jako projektantka wystaw, a następnie jako współpracowniczka Mody Polskiej projektowała odzież. Wkrótce zaczęła projektować dla Teatru Telewizji (stworzyła scenografię do kilkuset przedstawień, m.in. Makbet, Szkoła żon, Wizyta starszej pani) i teatrów (stworzyła scenografię do 35 klasycznych spektaklów teatralnych i 15 operowych), a także została głównym scenografem Telewizji Polskiej, w której odpowiadała m.in. za wygląd spikerek. Stworzyła także scenografię do pięciu filmów baletowych. Wielokrotnie współpracowała m.in. z Adamem Hanuszkiewiczem.
Odeszła z pracy w TVP po ogłoszeniu stanu wojennego i przeszła na wcześniejszą emeryturę. Wstąpiła do związku „Solidarność”. W tym czasie zaczęła projektować scenografię i odzież dla kontrahentów zagranicznych. Brała udział w licznych wystawach międzynarodowych, m.in. stworzyła 20 ekspozycji Międzynarodowych Targów Poznańskich i 20 ekspozycji zagranicznych. Była jedną z postaci w cyklu dokumentalnym Twentieth Century, w którym prezentowano sylwetki polskich twórców sztuki XX wieku. Po 1989 na krótko wróciła do Telewizji Polskiej, w latach 90. współprowadziła w TVP1 program Stawka większa niż szycie.
Wykładowczyni PWSTiF w Łodzi.
W latach 1990–2014 była prezesem Fundacji Rozwoju Warszawskiego Ogrodu Zoologicznego „Panda”. Oprócz tego prowadziła fundację „Sztuka Polska”, pod której szyldem w 2008 wydała albumy: Hanuszkiewicz i Kabaret Starszych Panów.
Zmarła 12 lutego 2016. 26 lutego 2016 jej pogrzeb odbył się w Alei Zasłużonych na warszawskich Powązkach Wojskowych (kwatera G-tuje-23).

## Życie prywatne
Jej pierwszym mężem był Ryszard Zaniewski, a drugim Mariusz Chwedczuk. Jej synem jest Iwo Zaniewski.

## Odznaczenia i nagrody

### Odznaczenia
- Krzyż Komandorski z Gwiazdą Orderu Odrodzenia Polski – 11 listopada 2005[16]
- Krzyż Komandorski Orderu Odrodzenia Polski – 11 listopada 1996[17]

### Nagrody
- Laureatka I Nagrody Związku Architektów Szwajcarskich za projekt pawilonu 1972,
- 2002 Nagroda – Statuetka ,,Gwiazda Telewizji Polskiej" wręczona z okazji 50-lecia TVP  ,,za scenografię i za osobowość".